# Pervotselinni
Pervotselinni (en rus: Первоцелинный) és un poble (un possiólok) de l'óblast de Saràtov, a Rússia, segons el cens del 2010 tenia 423 habitants. Pertany al districte municipal d'Ozinki.